# 雷恩钧
雷恩钧（1905年—1985年），男，陕西安定人，中华人民共和国政治人物，曾任甘肃省监察厅厅长，中共甘肃省委监委副书记，甘肃省政协副主席。